# Diplatys sahyadriensis
Diplatys sahyadriensis – gatunek skorka z rodziny Diplatyidae.

## Taksonomia
Gatunek ten opisali po raz pierwszy w 2022 roku Chikkabidare M. Karthik, Yoshitaka Kamimura oraz Chicknayakanahalli M. Kalleshwaraswamy na łamach „ZooKeys”. Jako miejsce typowe wskazano Galigekolę przy drodze z Hosanagary do Shivamoggi w indyjskim stanie Karnataka. Epitet gatunkowy wywodzi się od pasma Sahyadri, w którym to znajduje się miejsce typowe.

## Morfologia
Skorek o ciele szerokości 1,6 mm, a długości 12,4 mm razem ze szczypcami i 11,1 mm bez nich. Głowa jest ciemnobrązowa, nieco szersza niż dłuższa, o wyłupiastych, wyraźnie dłuższych od skroni oczach, nabrzmiałym acz na szczycie lekko wciśniętym czole oraz silnie wciśniętej potylicy. Czułki są jasnobrązowe z ciemnobrązowym członem nasadowym. Dłuższe niż szerokie i ku tyłowi zwężone przedplecze jest ciemnobrązowe z białawobrązowymi krawędziami bocznymi i tylną. Brzegi boczne przedplecza są niemal proste, tylny zaś prawie półkolisty. Tarczka jest szeroka, trójkątna. Dobrze rozwinięte, ciemnobrązowe z białobrązowymi nasadami pokrywy mają słabo zaznaczone kąty barkowe i pachowe oraz ukośnie uwypuklone krawędzie tylne. Kształt przedpiersia jest podługowaty, śródpiersia zaokrąglony ze ściętym tyłem, a zapiersia sześciokątny z wykrojonym tyłem. Odnóża są białawobrązowe z ciemnobrązowymi odsiebnymi ⅔ ud i dosiebnymi połowami goleni. Odwłok jest długi, walcowaty, wraz ze szczypcami gęsto owłosiony, ciemnobrązowy z białawobrązową podstawą szczypiec. Ostatni tergit ma dwa poprzeczne, rozwidlone, pofalowane wgłębienia, a przedostatni sternit lekko wycięty pośrodku brzeg tylny. Przysadki odwłokowe (szczypce) są niezmodyfikowane, trójkątne, ku szczytom zwężone, niezakrzywione, z listewkami w nasadowych ⅔. Genitalia samca mają paramery z zębem wewnętrznym w wierzchołkowej ćwiartce i małym wgłębieniem za nim. Płaty prącia są zaopatrzone w jeden skleryt ząbkowany, po dwa skleryty piłkowane, jeden skleryt dyskowaty i virgę o bardzo krótkiej części nieparzystej i długiej części rozwidlonej o cienkich, poskręcanych gałęziach z rozszerzonymi szczytami i biczykowatymi wyrostkami.

## Ekologia i występowanie
Owad orientalny, endemiczny dla Ghatów Zachodnich, znany tylko z lokalizacji typowej w paśmie Sahyadri w indyjskim stanie Karnataka. Zamieszkuje teren pokryty uprawami trzciny cukrowej i polami ryżowymi.